# Емил Ерленмајер
Рихард Аугуст Карл Емил Ерленмајер (Таунусштајн, 28. јун 1825 — Ашафенбург, 22. јануар 1909) био је немачки хемичар, познат и само као Емил Ерленмајер. Рођен је у Таунуштајну, Немачка. 
Провео је неколико година као фармацеут након својих студија медицине.
Студирао је у Гисену, али не код Јустуса фон Либига, већ је радио са Либиговим студентом Вилом и са Фресенијусом, а у Хајделбергу је био код Фридриха Кекулеа. Такође се повезао и са Робертом Бунсеном због проучавања ђубрива. Ерленмајер је био професор хемије у михненској школи политехнике од 1868. до 1883. године. Његов експериментални рад укључивао је и откриће и синтезу неколицине органских једињења, нпр. изобутерне киселине (1865); године 1861, изумео је ерленмајер, лабораторијску посуду која носи његово име. Међу првима који је прихватио структурне формуле засноване на валенци, Ерленмајер је предложио модерну нафталенску формулу за два бензенова прстена која деле два угљеникова атома.
Године 1880. формулисао је Ерленмајерово правило: Сви алкохоли у којима је хидроксилна група везана директно за угљеников атом у двострукој вези, постају алдехиди или кетони. 
Морао је да напусти академски рад 1883. године због здравствених проблема, али је наставио да ради као саветник. Ерленмајер је умро у Ашафенбургу.